# Enrico Rivolta
Enrico Rivolta   (Milà, 29 de juny de 1905 - Milà, 18 de març de 1974) fou un futbolista italià, que jugava com a migcampista, que va competir durant les dècades de 1920 i 1930.
A nivell de clubs jugà, entre d'altres, a l'Inter de Milà i al Nàpols. Els principals èxits els aconseguí a l'Inter de Milà, on jugà entre 1922 i 1933, i amb qui va guanyar la copa italiana de 1929 i la lliga de 1930.
Amb la selecció nacional jugà 8 partits entre 1927 i 1929, en què marcà 1 gol. El 1928 va prendre part en els Jocs Olímpics d'Amsterdam, on guanyà la medalla de bronze en la competició de futbol. També guanyà la Copa Internacional d'Europa Central de 1927-1930.